# Kaliii

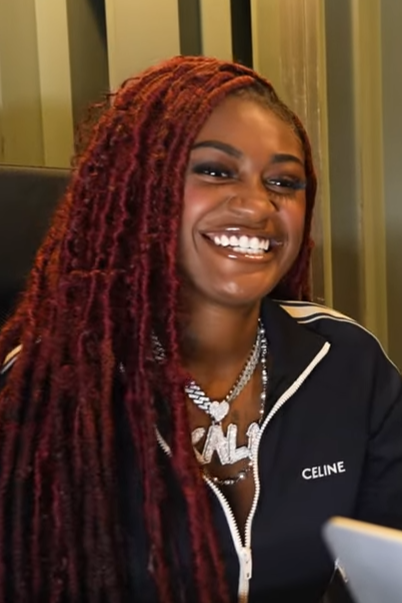
Kaliii (2024)

Kaliya Ashley Ross (* 29. Juli 2000 in Atlanta, Georgia) ist eine US-amerikanische Rapperin, die unter den Künstlernamen Kali und später Kaliii bekannt wurde.

## Leben
Kaliii begann mit zwölf Jahren zu rappen. Ihr Vater erlaubte ihr, versuchsweise 13 Songs in ihrem Zimmer aufzunehmen. Das so entstandene Mixtape verkaufte sie in Barbershops in der Nähe ihrer Heimatstadt Roswell und an ihr Fußballteam. Bereits zu jener Zeit drehte sie einige Musikvideos. Ihre musikalische Karriere legte sie jedoch einige Jahre auf Eis, um sich auf Fußball zu konzentrieren.
Erst später kehrte sie zurück zum Rap, als ihre Mutter sie ermutigte bei der Castingshow Rhythm + Flow auf Netflix mitzumachen, wo sie die zweite Runde erreichte. Ihr Ausscheiden kam unverhofft, weil die Jury bei ihrer nächsten Audition müde war und sie eigentlich später eine neue Chance erhalten sollte, jedoch nicht mehr angerufen wurde. Ein anderer Teilnehmer mit dem Pseudonym KenTheMan ermutigte sie jedoch mit ihrer Musik weiterzumachen. Ihr Song Mami ging dann tatsächlich auch viral, doch sie erhielt keine Beatfreigabe.
Mittlerweile hatte sie einen Manager, der ihr dazu riet, trotz ihrer Rückschläge weiterzumachen. So veröffentlichte sie 2020 den Titel Do a Bitch über die Video-Plattform TikTok, der dort ein großer Hit wurde. 2021 veröffentlichte sie das Mixtape This Why They Mad Now inklusive eines Remixes von Do a Bitch mit Rico Nasty. Im November 2021 erschien ein Remix von MMM MMM mit Latto und Moneybagg Yo. Es folgte eine Tour mit Latto, Saucy Santana und Asianae.
Am 8. März 2022 veröffentlichte sie anlässlich des Internationalen Frauentags ihren Song Standard. 2022 erschien ihr zweites Mixtape Toxic Chocolate, auf dem als Featurings unter anderem Latto, Yung Bleu, Moneybagg Yo, Muni Long, Bia und ATL Jacob. Juni 2022 wurde sie Teil der XXL Freshman Class des Hip-Hop-Magazins XXL.
Mit dem Beginn des Jahres 2023 änderte sie ihren Künstlernamen von Kali in Kaliii, so wie sie ihn in ihren Songs aussprach. Mit dem Song Area Codes mit einem Sample von der gleichnamigen Single von Ludacris. Es wurde ihr erster großer Hit und erreichte in mehreren Ländern die Charts. Im Juli 2023 war sie auf dem Soundtrack zum Film Barbie als Featuring von Fifty Fifty auf Barbie Dreams vertreten. Seit 2023 steht sie bei Atlantic Records unter Vertrag, wo am 13. Oktober 2023 ihre EP Fck Girl Szn erschien.

## Privatleben
Kaliii hat panamerikanische Wurzeln. Im November 2024 kam ihr erstes Kind zusammen mit dem NFL-Spieler Justyn Ross auf die Welt.

## Diskografie

### Mixtapes
- 2021: This Why They Mad Now
- 2022: Toxic Chocolate

### EPs
- 2023: Fck Girl Szn (Atlantic Records)

### Singles
- 2019: Oop
- 2021: Do a Bitch
- 2021: Mmmm Mmmm (feat. ATL Jacob und als Remix mit Latto und Moneybagg Yo)
- 2022: UonU (feat. Yung Bleu)
- 2022: Standards
- 2022: Chainzzz (feat. Muni Long)
- 2022: Wet
- 2022: Bout U
- 2023: Area Codes

### Gastbeiträge
- 2021: Enchanting: Track & Field
- 2021: Noa Kirel: Bad Little Thing (Remix)
- 2023: John’nay Lasha: Y’all Want Me (Remix)
- 2023: Finesse2tymes: Shiesty (feat. Sexyy Red)
- 2023: Fifty Fifty: Barbie Dreams
- 2024: G-Eazy: Femme Fatal (feat. Coi Leray)

## Auszeichnungen für Musikverkäufe
| Goldene Schallplatte - Australien - 2023: für die Single Area Codes - Südafrika - 2023: für die Single Area Codes Platin-Schallplatte - Kanada - 2023: für die Single Area Codes |

Anmerkung: Auszeichnungen in Ländern aus den Charttabellen bzw. Chartboxen sind in ebendiesen zu finden.
| Land/RegionAuszeichnungen für Musikverkäufe (Land/Region, Auszeichnungen, Verkäufe, Quellen) | Silber  | Gold     | Platin     | Verkäufe  | Quellen         |
| -------------------------------------------------------------------------------------------- | ------- | -------- | ---------- | --------- | --------------- |
| Australien (ARIA)                                                                            | —       | Gold1    | —          | 35.000    | aria.com.au     |
| Kanada (MC)                                                                                  | —       | —        | Platin1    | 80.000    | musiccanada.com |
| Südafrika (RISA)                                                                             | —       | Gold1    | —          | 10.000    | Einzelnachweise |
| Vereinigte Staaten (RIAA)                                                                    | —       | —        | Platin1    | 1.000.000 | riaa.com        |
| Vereinigtes Königreich (BPI)                                                                 | Silber1 | —        | —          | 200.000   | bpi.co.uk       |
| Insgesamt                                                                                    | Silber1 | 2× Gold2 | 2× Platin2 |           |                 |